# Euxoa albipennis
Euxoa albipennis là một loài bướm đêm thuộc họ Noctuidae. Nó được tìm thấy ở coast to coast ở miền nam Canada và phần phía bắc của Hoa Kỳ, ranging southward ở phía tây đến New Mexico, Arizona và California.
Sải cánh dài 30–35 mm.
Larvae have been reported from Oxytropis, Lupinus, Melilotus, Helianthus, Solanum tuberosum và Zea mays.